# فريدريك لانديس جونيور
فريدريك لانديس جونيور (بالإنجليزية: Frederick Landis, Jr.)‏ هو قاضي أمريكي، ولد في 17 يناير 1912 في لوغانسبورت في الولايات المتحدة، وتوفي في 1 مارس 1990 في كارمل في الولايات المتحدة.